# Торибионг, Джонсон
Джонсон Торибионг (англ. Johnson Toribiong; род. 22 июля 1946; Аираи, Палау) — юрист и политик Палау, президент Палау с 15 января 2009 по 17 января 2013 года.
Окончил Школу права Вашингтонского Университета. Был послом Палау на Тайване. 4 ноября 2008 года был избран президентом, победив действующего вице-президента Элиаса Камсека Чина при низкой явке избирателей, получив 1629 голосов против 1499 за Чина.